# Bad Company (álbum)
Bad Company es el álbum debut de la banda de rock británica Bad Company, publicado en junio de 1974, convirtiéndose en el primer lanzamiento oficial de Swan Song Records, discográfica propiedad de la banda Led Zeppelin.
El álbum alcanzó la cima de la lista de éxitos estadounidense Billboard 200. Desde entonces, ha sido certificado cinco veces disco de platino por la RIAA, convirtiéndose en uno de los álbumes más vendidos de la década de 1970. Pasó 25 semanas en el UK Albums Chart, ingresando en el No. 10 y alcanzando la posición n.º 3 en su segunda semana en la lista. La revista Kerrang! lo ubicó en la posición n.º 40 entre los "100 mejores álbumes de heavy metal de la historia".

## Lista de canciones

### Lado A
1. "Can't Get Enough" (4:17)
2. "Rock Steady" (3:47)
3. "Ready for Love" (5:03)
4. "Don't Let Me Down" (4:22)

### Lado B
1. "Bad Company" (4:51)
2. "The Way I Choose" (5:06)
3. "Movin' On" (3:24)
4. "Seagull" (4:04)

## Créditos
- Paul Rodgers – voz, guitarra, piano
- Mick Ralphs – guitarra, teclados
- Boz Burrell – bajo
- Simon Kirke – batería